# Operació El Dorado Canyon
El  bombardeig de Líbia (conegut pel seu nom en codi Operació El Dorado Canyon) fa referència a l'acció militar realitzada pels Estats Units sobre aquest país. Es tracta d'un conjunt d'atacs aeris contra Líbia que van tenir lloc el 15 d'abril de 1986 per part la Força Aèria i la Infanteria de Marina de les Forces Armades estatunidenques.
L'operació es va dur a terme en resposta al bombardeig de la discoteca de Berlín Occidental La Belle, deu dies abans. Líbia va declarar que va patir baixes civils i militars, incloent la xifra d'unes 100 persones, entre ells, una filla adoptiva del seu principal dirigent Muammar al-Gaddafi. En l'atac es van registrar també baixes militars estatunidenques amb l'abatiment d'un avió F-111 i la mort dels seus dos tripulants.
Posteriorment s'incrementà l'escalada de la violència internacional amb atemptats com el del Vol 103 de Pan Am atribuïts al govern libi.

## Objectius prioritaris
Van ser blancs prioritaris el camp d'entrenament de terroristes de la Jamahiriyya, l'aeroport de Trípoli, les casernes de Al'Aziziyah, seu del comandament de les Forces aèries líbies i residència temporal de Muammar al-Gaddafi, el port militar de Sidi Balal, i la Base Aèria de Benina.
| Objectiu                                      | Objectiu                                      | Planificat | Planificat                                  | Real                                                   | Real                                | Real                                |
| Objectiu                                      | Objectiu                                      | Avió       | Bombardeig                                  | Avió                                                   | Tocat                               | Perdut                              |
| --------------------------------------------- | --------------------------------------------- | ---------- | ------------------------------------------- | ------------------------------------------------------ | ----------------------------------- | ----------------------------------- |
| Barracons de Bab al-Azizia                    | Barracons de Bab al-Azizia                    | 9 × F-111F | 36 × GBU-10                                 | 3 × bombardejat 1 × errada 4 × avortaments, 1 × perdut | 13                                  | 3                                   |
| Camp de Murat Sidi Bilal                      | Camp de Murat Sidi Bilal                      | 3 × F-111F | 12 × GBU-10 2,000 lb LGB                    | Tot bombardejat                                        | 12                                  | -                                   |
| Aeroport de Tripoli (fmr. Base Aèria Wheelus) | Aeroport de Tripoli (fmr. Base Aèria Wheelus) | 6 × F-111F | 72 × Mk 82                                  | 5 × bombardejat 1 × avortament                         | 60                                  | -                                   |
| Barracons de Jamahiriyah (Bengasi)            | Barracons de Jamahiriyah (Bengasi)            | 7 × A-6E   | 84 × Mk 82.500 lb RDB                       | 6 × bombardejat 1 × avortament en escriptori           | 70                                  | 2                                   |
| Aeroport de Benina                            | Aeroport de Benina                            | 8 × A-6E   | 72 × Mk 20.500 lb CBU 24 × Mk 82.500 lb RDB | 6 × bombardejos 2 × avortaments                        | 60 × Mk 20 12 × Mk 82               | -                                   |
| Xarxes de la defensa aèria                    | Tripoli                                       | 6 × A-7E   | 8 × Shrike 16 × Harm                        | Tot l'aeroport en flames                               | 8 × Shrike 16 × Harm                | 8 × Shrike 16 × Harm                |
| Xarxes de la defensa aèria                    | Benghazi                                      | 6 × F/A-18 | 4 × Shrike 20 × Harm                        | Tot l'aeroport en flames                               | 4 × Shrike 20 × Harm                | 4 × Shrike 20 × Harm                |
| Totals                                        | Totals                                        | 45 avions  | 300 bombes 48 míssils                       | 35 bombardejats 1 fallada 1 perdut 8 avortaments       | 227 hits 5 misses 48 míssils a casa | 227 hits 5 misses 48 míssils a casa |